# 三木家住宅 (兵庫県姫路市)
三木家住宅（みきけじゅうたく）は、兵庫県姫路市にある歴史的建造物。林田大庄屋旧三木家住宅として一般公開されている。

## 概要
三木家は、英賀城主三木氏の出自と伝えられるが、1580年（天正8年）、羽柴（豊臣）秀吉による播州侵攻により英賀城が落城し、一族は各地に逃れ、当家は林田に来て帰農し、江戸時代を通じて林田藩の大庄屋を務めた。
屋敷地は約4,200m2を占め、敷地内には主屋、長屋門、引き続き矩折れに長屋、土蔵（米蔵、内蔵、新蔵）の6棟の他、屋敷神、裏門等が存し、周囲は土塀で囲まれ、南西には園池が広がっている。また長屋西端には藩主を迎え入れるための御成門が建てられている。主屋他6棟の建物は1988年（昭和63年）姫路市指定重要有形文化財に、1990年（平成2年）に兵庫県指定重要有形文化財に指定されている。また、古文書は5,068点に上り、古絵図も10数点が残され、内6点が附指定を受けている。
平成22年7月、保存修理工事と庭園整備工事が終了した。

### 遺構由緒
三木家住宅は、棟札や古文書等創建年代を明確に示すものは発見されなかったものの、土間の小屋束で元文2年（1737年）と書かれた祈祷札が発見された。また、古文書には、元々三木家住宅は現在地から300mほど北にあった林田藩陣屋の門前に立地していたが、当家への牛馬の往来が激しく糞尿で門前を汚すため、三代目当主定久の代、寛永20年（1643年）に現在地に移されたことが記されている。
三木家住宅の建築時期は江戸時代初期と推定される。民家遺構としてはかなり古いもので、大庄屋の建築として兵庫県下で年代が推定できる最古の遺構である。また、この時代の大庄屋屋敷が残っているのは全国的にも極めてめずらしく、民家史上重要な遺構といえる。

### 文化財
- 6棟附古絵図6点 -兵庫県指定重要有形文化財（1990年3月20日指定）
  - 主屋 -17世紀建築、入母屋造り、茅葺（棟・庇は本瓦葺）
  - 長屋門 -寛政8年（1796年）建築、入母屋造り、本瓦葺
  - 長屋 -寛政8年（1796年）建築、入母屋造り、本瓦葺
  - 米蔵 -19世紀前期建築、土蔵造、切妻造り、本瓦葺
  - 内蔵 -19世紀前期建築、土蔵造、切妻造り、本瓦葺
  - 新蔵 -19世紀前期建築、土蔵造、切妻造り、本瓦葺

### 公開日・時間
公開日
- 金曜日-月曜日・祝日（12月28日-1月4日は除く）

公開時間
- 午前10時-午後4時（入場は午後3時30分まで）

観覧料
- 一般：300円、高校生・大学生：200円、小学生・中学生：100円（団体割引等あり）

## 交通アクセス
公共交通機関
- 神姫バス姫路駅前発林田経由山崎行きで約40分。林田バス停下車、西へ徒歩約10分。

自家用車
- 姫路北バイパス下伊勢ランプから国道29号経由で北へ約15分。
- 中国自動車道山崎インターチェンジより国道29号経由で南へ約30分。

## 周辺
- 敬業館 - 姫路市指定重要有形文化財